# Susan Osborn
Susan Osborn is een Amerikaanse jazzzangeres.

## Biografie
Susan Osborn werd bekend als leadzangeres van het Paul Winter Consort van 1978 tot 1985. Ze is te horen op de albums Common Ground, Missa Gaia en Concert For the Earth. Na het verlaten van de band verkaste ze naar Orcas Island in de staat Washington. In 1991 begon Osborn een lange samenwerking met Japan, waar haar stem was te horen bij Toyota-commercials en filmsoundtracks. Ze was ook het onderwerp van een HDTV-special over haar leven voor Asahi Television. Osborn heeft 25 solo-cd's opgenomen, met traditionele Japanse melodieën in de Engelse taal, de originele songs Wabi en The Pearl, ReUnion, duetopnamen van standards met de Japanse pianist Kentaro Kihara, Only One, Wonderful World en Kajehashi en het kerstlied All Through the Night. Ze werkt momenteel aan twee nieuwe projecten waarvan een met originele songs en de andere met spirituele songs. Haar muzikale medewerkers zijn de gitarist Ralf Illenberger, de pianist Paul Halley, de tenor gitarist Bill Lauf, de pianist Wing Wong Tsan, de multi-instrumentalist Nancy Rumbel, koto Curtis Patterson en shakuhachi-fluit Bruce Huebner. Osborn had ook onderwezen over de kracht van muziek over de wereld voor over 35 jaar in innovatieve klassen genaamd Silence and Song.